# Prima la musica e poi le parole
{{Infotaula arts escèniques
El títol de l'òpera és el tema que recull 150 anys més tard l'òpera de Richard Strauss Capriccio que debat la importància relativa de la música i del drama en l'òpera.
Aquesta òpera rares vegades es representa en l'actualitat; en les estadístiques de Operabase apareix amb només 3 representacions en el període 2005-2010, sent la 1a. de Salieri.

## Personatges
| Personatges                | Tessitura | Repartiment de l'estrena, 7 de febrer de 1786 (Director: –) |
| -------------------------- | --------- | ----------------------------------------------------------- |
| Eleonora, una prima donna  | soprano   | Nancy Storace                                               |
| El compositor              | baix      | Stefano Mandini                                             |
| El poeta                   | baix      | Francesco Benucci                                           |
| Tonina, una cantant còmica | soprano   | Celeste Coltellini                                          |